# Karol Gruszecki
Karol Gruszecki (Łódź, 4 novembre 1989) è un cestista polacco.

## Carriera
Con la Polonia ha disputato i Campionati mondiali del 2019 e due edizioni dei Campionati europei (2015, 2017).

## Palmarès

### Squadra
- Campionato polacco: 2

Zielona Góra: 2015-16, 2016-17
- Coppa di Polonia: 2

Zielona Góra: 2017
Pierniki Toruń: 2018
- Supercoppa polacca: 2

Zielona Góra: 2015
Pierniki Toruń: 2018

### Individuale
- MVP Supercoppa polacca: 1

Pierniki Toruń: 2018